# جوائز الفيفا للأفضل كرويا 2021
جوائز الفيفا للأفضل كرويًا 2021 هو الحفل السادس لجائزة الأفضل التي ابتدعتها الفيفا، أُقيم في 17 يناير 2022. تماشيًا مع احتياطات الصحة العامة بسبب تفشي وباء COVID-19 المستمر، فقد أُقيم حفل توزيع الجوائز كحدث افتراضي فقط.

## المرشحين

### جائزة الفيفا لأفضل لاعب
تم اختيار أحد عشر لاعباً في البداية على القائمة المختصرة في 22 نوفمبر 2021. تم الكشف عن المتأهلين للتصفيات النهائية الثلاثة في 7 يناير 2022.
وفاز روبرت ليفاندوفسكي بالجائزة برصيد 48 نقطة.
كانت معايير اختيار لاعبي العام للرجال هي: الإنجازات ذات الصلة خلال الفترة من 8 أكتوبر 2020 إلى 7 أغسطس 2021.
| مرتبة                       | لاعب                        | النادي                       | المنتخب الوطني              | نقاط                        |
| المتأهلين للتصفيات النهائية | المتأهلين للتصفيات النهائية | المتأهلين للتصفيات النهائية  | المتأهلين للتصفيات النهائية | المتأهلين للتصفيات النهائية |
| --------------------------- | --------------------------- | ---------------------------- | --------------------------- | --------------------------- |
| 1                           | روبرت ليفاندوفسكي           | بايرن ميونيخ                 | بولندا                      | 48                          |
| 2                           | ليونيل ميسي                 | - برشلونة - باريس سان جيرمان | الأرجنتين                   | 44                          |
| 3                           | محمد صلاح                   | ليفربول                      | مصر                         | 39                          |
| المرشحون الآخرون            |                             |                              |                             |                             |
| 4                           | كريم بنزيما                 | ريال مدريد                   | فرنسا                       | 30                          |
| 5                           | نغولو كانتي                 | تشيلسي                       | فرنسا                       | 24                          |
| 6                           | جورجينيو                    | تشيلسي                       | إيطاليا                     | 24                          |
| 7                           | كريستيانو رونالدو           | - يوفنتوس - مانشستر يونايتد  | البرتغال                    | 23                          |
| 8                           | كيليان مبابي                | باريس سان جيرمان             | فرنسا                       | 16                          |
| 9                           | كيفين دي بروين              | مدينة مانشستر                | بلجيكا                      | 11                          |
| 10                          | نيمار                       | باريس سان جيرمان             | البرازيل                    | 10                          |
| 11                          | إرلينج هالاند               | بوروسيا دورتموند             | النرويج                     | 7                           |

### جائزة الفيفا لأفضل حارس
تم وضع خمسة لاعبين في القائمة النهائية في 22 نوفمبر 2021. تم الكشف عن المتأهلين للتصفيات النهائية الثلاثة في 5 يناير 2022.

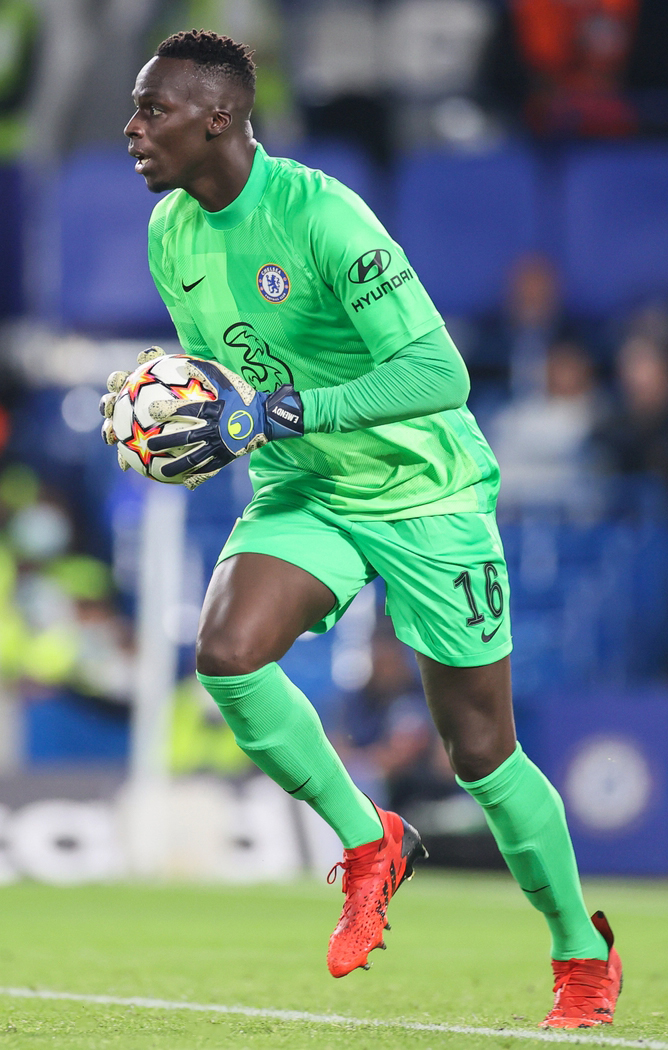
إدوارد ميندي

| مرتبة                       | لاعب                        | النادي                      | الفريق الوطني               | نقاط                        |
| المتأهلين للتصفيات النهائية | المتأهلين للتصفيات النهائية | المتأهلين للتصفيات النهائية | المتأهلين للتصفيات النهائية | المتأهلين للتصفيات النهائية |
| --------------------------- | --------------------------- | --------------------------- | --------------------------- | --------------------------- |
| 1                           | إدوارد ميندي                | تشيلسي                      | السنغال                     | 24                          |
| 2                           | جيانلويجي دوناروما          | - ميلان - باريس سان جيرمان  | إيطاليا                     | 24                          |
| 3                           | مانويل نوير                 | بايرن ميونيخ                | ألمانيا                     | 12                          |
| المرشحون الآخرون            |                             |                             |                             |                             |
| 4                           | أليسون                      | ليفربول                     | البرازيل                    | 8                           |
| 5                           | كاسبر شمايكل                | ليستر سيتي                  | الدنمارك                    | 4                           |

### جائزة الفيفا لأفضل مدرب (للرجال)
تم اختيار سبعة مدربين في البداية في 22 نوفمبر 2021. تم الكشف عن المتأهلين للتصفيات النهائية الثلاثة في 6 يناير 2022.
فاز توماس توخيل بالجائزة برصيد 28 نقطة مرتبة.

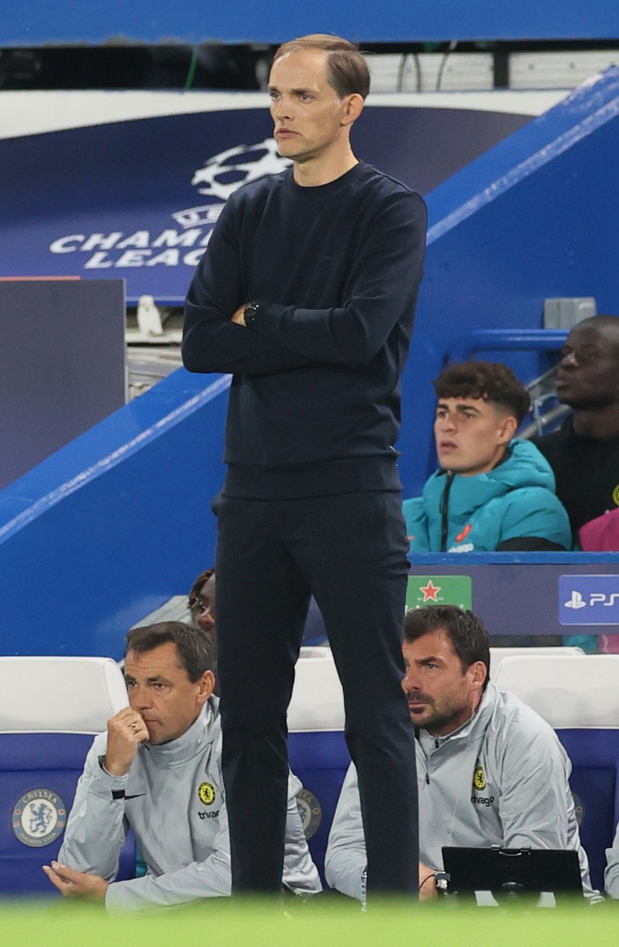
توماس توخيل

| مرتبة                       | مدرب رياضي                  | فريق (ق) مُدار                  | نقاط                        |                             |
| المتأهلين للتصفيات النهائية | المتأهلين للتصفيات النهائية | المتأهلين للتصفيات النهائية    | المتأهلين للتصفيات النهائية | المتأهلين للتصفيات النهائية |
| --------------------------- | --------------------------- | ------------------------------ | --------------------------- | --------------------------- |
| 1                           | توماس توخيل                 | تشيلسي                         | 28                          |                             |
| 2                           | روبرتو مانشيني              | إيطاليا                        | 15                          |                             |
| 3                           | بيب جوارديولا               | مانشستر سيتي                   | 14                          |                             |
| المرشحون الآخرون            |                             |                                |                             |                             |
| 4                           | ليونيل سكالوني              | الأرجنتين                      | 7                           |                             |
| 5                           | هانسي فليك                  | - بايرن ميونخ - ألمانيا        | 6                           |                             |
| 6                           | دييغو سيميوني               | أتلتيكو مدريد                  | 1                           |                             |
| 7                           | أنطونيو كونتي               | - إنتر ميلان - توتنهام هوتسبير | 1                           |                             |

### جائزة الفيفا لأفضل لاعبة
تم اختيار ثلاثة عشر لاعباً في البداية في 22 نوفمبر 2021. تم الكشف عن المتأهلين للتصفيات النهائية الثلاثة في 7 يناير 2022.
وفازت أليكسيا بوتيلاس بالجائزة برصيد 52 نقطة.
كانت معايير الاختيار للاعبات العام هي: الإنجازات ذات الصلة خلال الفترة من 8 أكتوبر 2020 إلى 6 أغسطس 2021.
| مرتبة                       | لاعب                        | النادي (الأندية) لعبت لأجل  | الفريق الوطني               | نقاط                        |
| المتأهلين للتصفيات النهائية | المتأهلين للتصفيات النهائية | المتأهلين للتصفيات النهائية | المتأهلين للتصفيات النهائية | المتأهلين للتصفيات النهائية |
| --------------------------- | --------------------------- | --------------------------- | --------------------------- | --------------------------- |
| 1                           | أليكسيا بوتيلاس             | برشلونة                     | إسبانيا                     | 52                          |
| 2                           | سام كير                     | تشيلسي                      | أستراليا                    | 38                          |
| 3                           | جينيفر هيرموسو              | برشلونة                     | إسبانيا                     | 33                          |
| المرشحون الآخرون            |                             |                             |                             |                             |
| 4                           | فيفيان ميديما               | أرسنال                      | هولندا                      | 30                          |
| 5                           | كريستين سنكلير              | أشواك بورتلاند              | كندا                        | 28                          |
| 6                           | ايتانا بونماتي              | برشلونة                     | إسبانيا                     | 26                          |
| 7                           | لوسي برونز                  | مانشستر سيتي                | إنجلترا                     | 16                          |
| 8                           | ماجدالينا إريكسون           | تشيلسي                      | السويد                      | 15                          |
| 9                           | كارولين جراهام هانسن        | برشلونة                     | النرويج                     | 12                          |
| 10                          | بيرنيل هاردر                | تشيلسي                      | الدنمارك                    | 10                          |
| 11                          | إلين وايت                   | مانشستر سيتي                | إنجلترا                     | 9                           |
| 12                          | ستينا بلاكستينيوس           | - هكن - أرسنال              | السويد                      | 5                           |
| 13                          | جي سو يون                   | تشيلسي                      | كوريا الجنوبية              | 4                           |

### أفضل حارسة مرمى
تم وضع خمسة لاعبين في القائمة النهائية في 22 نوفمبر 2021. تم الكشف عن المتأهلين للتصفيات النهائية الثلاثة في 5 يناير 2022.
وفازت كريستيان إندلر بالجائزة برصيد 26 نقطة.

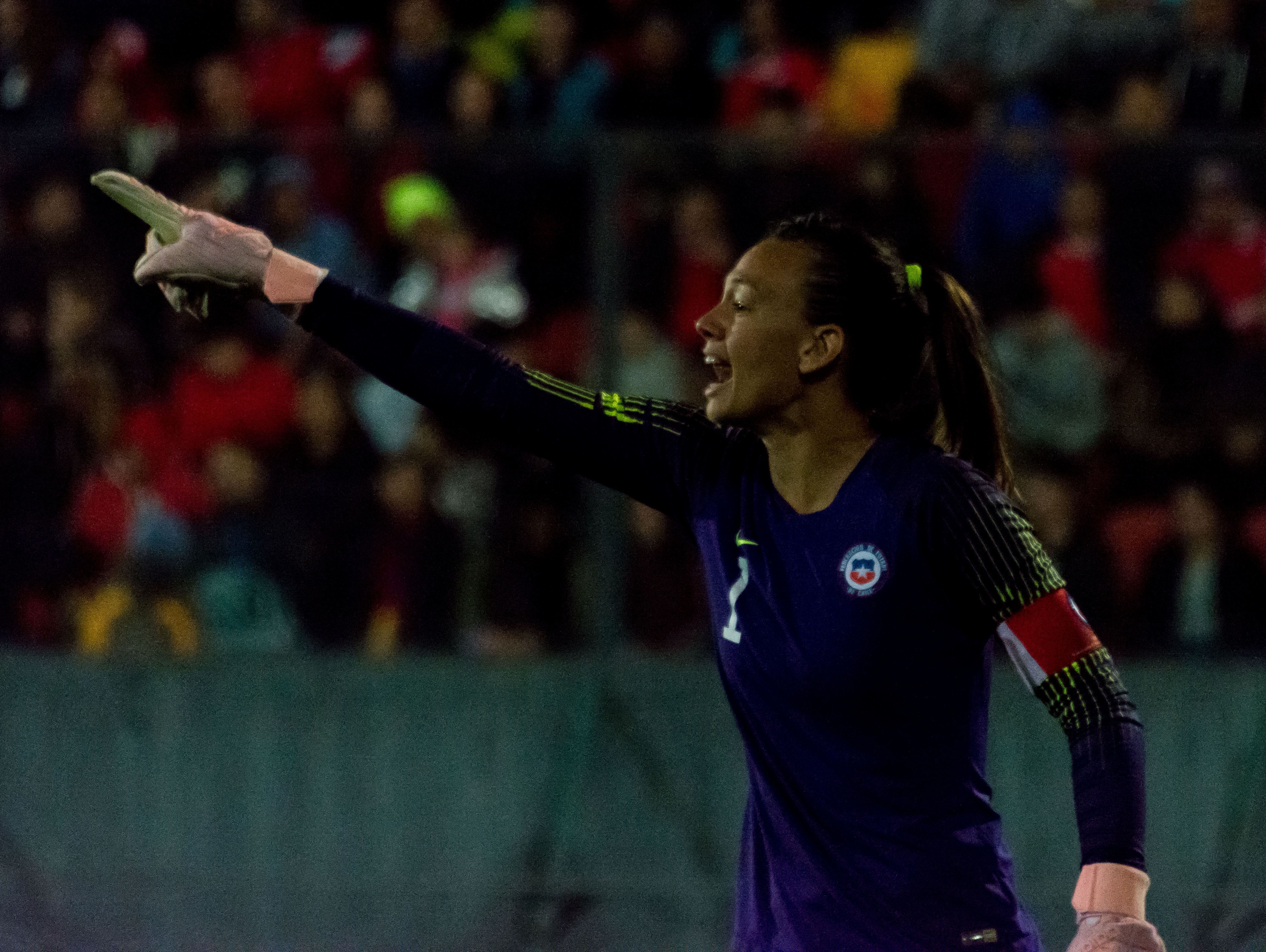
كريستيان إندلر

| مرتبة                       | لاعب                        | النادي (الأندية) لعبت لأجل     | الفريق الوطني               | نقاط                        |
| المتأهلين للتصفيات النهائية | المتأهلين للتصفيات النهائية | المتأهلين للتصفيات النهائية    | المتأهلين للتصفيات النهائية | المتأهلين للتصفيات النهائية |
| --------------------------- | --------------------------- | ------------------------------ | --------------------------- | --------------------------- |
| 1                           | كريستيان إندلر              | - باريس سان جيرمان - ليون      | تشيلي                       | 26                          |
| 2                           | ستيفاني لابي                | - روسينجورد - باريس سان جيرمان | كندا                        | 20                          |
| 3                           | آن كاترين بيرغر             | تشيلسي                         | ألمانيا                     | 14                          |
| المرشحون الآخرون            |                             |                                |                             |                             |
| 4                           | هيدفيج ليندال               | أتلتيكو مدريد                  | السويد                      | 7                           |
| 5                           | أليسا ناهر                  | شيكاغو ريد ستارز               | الولايات المتحدة            | 5                           |

### جائزة الفيفا لأفضل مدرب (للسيدات)
تم اختيار خمسة مدربين في البداية في 22 نوفمبر 2021. تم الكشف عن المتأهلين للتصفيات النهائية الثلاثة في 6 يناير 2022.
وفازت إيما هايس بالجائزة برصيد 22 نقطة.

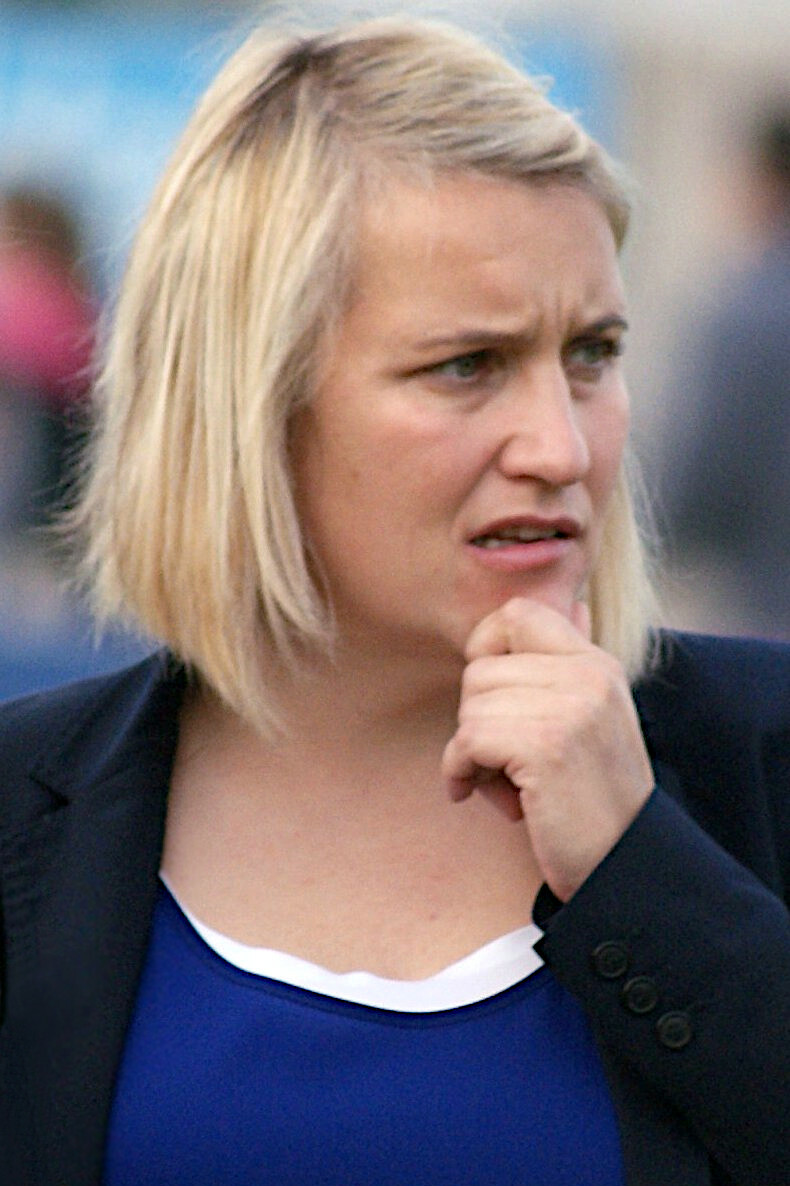
إيما هايز

| مرتبة                       | مدرب رياضي                  | فريق (ق) مُدار               | نقاط                        |                             |
| المتأهلين للتصفيات النهائية | المتأهلين للتصفيات النهائية | المتأهلين للتصفيات النهائية | المتأهلين للتصفيات النهائية | المتأهلين للتصفيات النهائية |
| --------------------------- | --------------------------- | --------------------------- | --------------------------- | --------------------------- |
| 1                           | إيما هايز                   | تشيلسي                      | 22                          |                             |
| 2                           | لويس كورتيس                 | - برشلونة - أوكرانيا        | 19                          |                             |
| 3                           | سارينا ويجمان               | - هولندا - إنجلترا          | 14                          |                             |
| المرشحون الآخرون            |                             |                             |                             |                             |
| 4                           | بيف بريستمان                | كندا                        | 13                          |                             |
| 5                           | بيتر جيرهاردسون             | السويد                      | 4                           |                             |

### جائزة بوشكاش
تم الإعلان عن اللاعبين الأحد عشر الذين تم اختيارهم في البداية للحصول على الجائزة في 29 نوفمبر 2021. تم الكشف عن المتأهلين للتصفيات النهائية الثلاثة في 4 يناير 2022. تم تسجيل جميع الأهداف المطروحة للنظر في الفترة من 8 أكتوبر 2020 إلى 7 أغسطس 2021. سُمح لكل مستخدم مسجل لدى موقع FIFA.com بالمشاركة في التصويت النهائي حتى 17 ديسمبر 2021 ، مع تقديم الاستبيان على الموقع الرسمي لـ FIFA. وصوتت لجنة مكونة من عشرة من «خبراء الفيفا» على أهداف الاتحاد الدولي لكرة القدم. أثرت أصوات المجموعتين بالتساوي على الفائز النهائي بالجائزة.
وفاز إيريك لاميلا بالجائزة برصيد 22 نقطة.

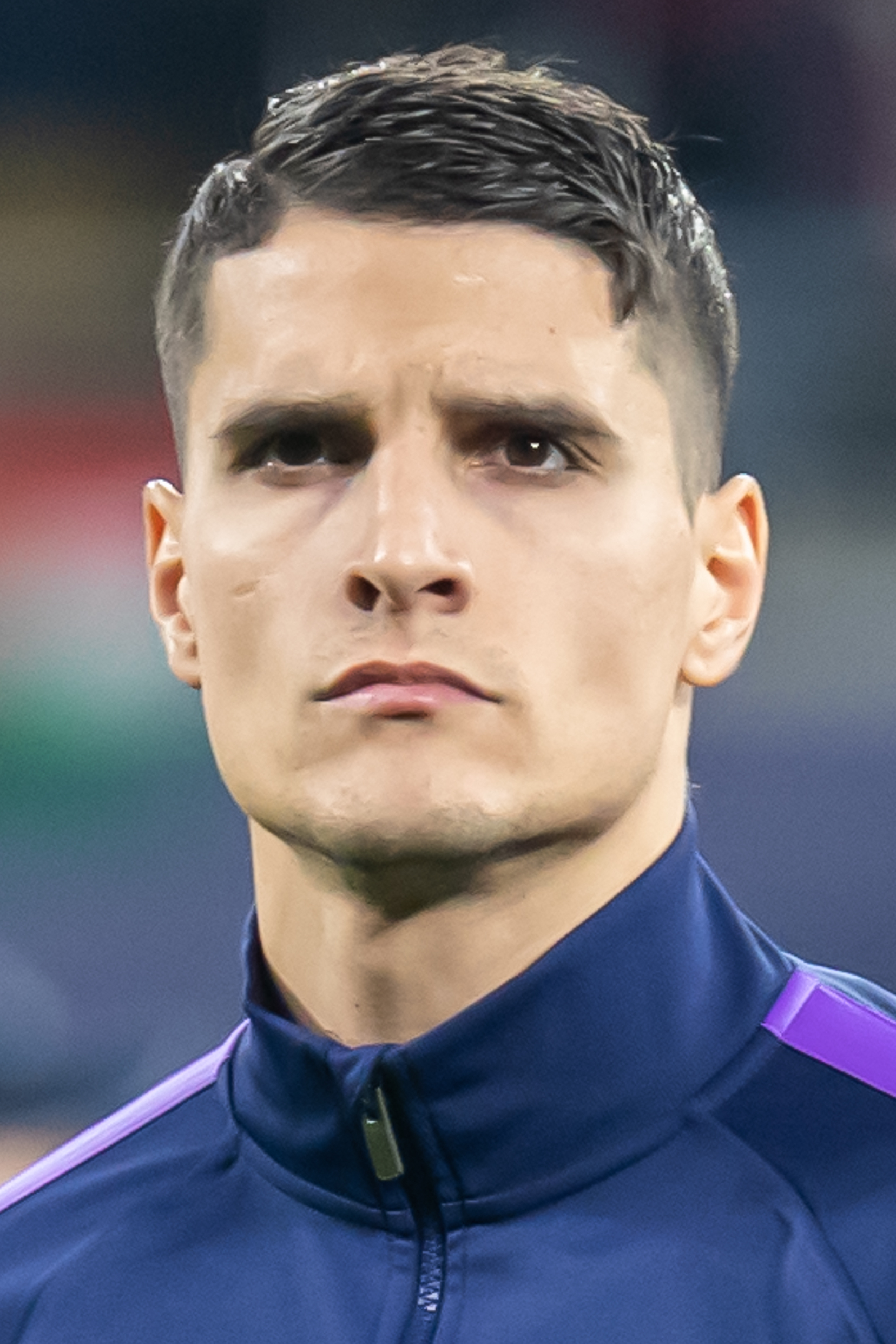
إريك لاميلا

| مرتبة                       | لاعب                        | مباراة                                           | مسابقة                                | تاريخ                       | نقاط                        |                             |
| المتأهلين للتصفيات النهائية | المتأهلين للتصفيات النهائية | المتأهلين للتصفيات النهائية                      | المتأهلين للتصفيات النهائية           | المتأهلين للتصفيات النهائية | المتأهلين للتصفيات النهائية | المتأهلين للتصفيات النهائية |
| --------------------------- | --------------------------- | ------------------------------------------------ | ------------------------------------- | --------------------------- | --------------------------- | --------------------------- |
| 1                           | إريك لاميلا                 | أرسنال - توتنهام هوتسبر                          | 2020–21 الدوري الإنجليزي              | 14 مارس 2021                | 22                          |                             |
| 2                           | مهدي ترمي                   | تشيلسي - بورتو                                   | 2020–21 دوري أبطال أوروبا             | 13 أبريل 2021               | 21                          |                             |
| 3                           | باتريك شيك                  | اسكتلندا - جمهورية التشيك                        | بطولة أمم أوروبا لكرة القدم 2020      | 14 يونيو 2021               | 21                          |                             |
| المرشحون الآخرون            |                             |                                                  |                                       |                             |                             |                             |
| غير مصنف                    | لويس دياز                   | البرازيل - كولومبيا                              | 2021 كوبا أمريكا                      | 23 يونيو 2021               | غير متاح                    |                             |
| غير مصنف                    | غوتييه هاين                 | نيور - اوكسير                                    | 2020-21 الدوري الفرنسي                | 10 أبريل 2021               | غير متاح                    |                             |
| غير مصنف                    | فالنتينو لازارو             | باير ليفركوزن - بوروسيا مونشنغلادباخ             | 2020–21 الدوري الألماني               | 8 نوفمبر 2020               | غير متاح                    |                             |
| غير مصنف                    | رياض محرز                   | زيمبابوي - الجزائر                               | تصفيات كأس الأمم الأفريقية 2021       | 16 نوفمبر 2020              | غير متاح                    |                             |
| غير مصنف                    | ساندرا أوسو أنساه           | أكاديمية كوماسي الرياضية النسائية - سوبريم ليديز | 2020–21 الدوري الغاني الممتاز للسيدات | 8 مايو 2021                 | غير متاح                    |                             |
| غير مصنف                    | فانجليس بافليديس            | فيليم الثاني - فورتونا سيتارد                    | 2020–21 الدوري الهولندي               | 16 مايو 2021                | غير متاح                    |                             |
| غير مصنف                    | دانييلا سانشيز              | كويريتارو - أتلتيكو سان لويس                     | Liga MX Femenil Guardianes 2021       | 16 يناير 2021               | غير متاح                    |                             |
| غير مصنف                    | كارولين وير                 | مانشستر سيتي - مانشستر يونايتد                   | 2020–21 FA WSL                        | 12 فبراير 2021              | غير متاح                    |                             |

### جائزة الجمهور
تحتفل الجائزة بأفضل لحظات أو إيماءات المعجبين من أكتوبر 2020 إلى أغسطس 2021 ، بغض النظر عن البطولة أو الجنس أو الجنسية. قامت لجنة من خبراء FIFA بتجميع القائمة المختصرة ، وسمح لكل مستخدم مسجل في موقع FIFA.com بالمشاركة في التصويت النهائي حتى 14 يناير 2022.
تم الإعلان عن المرشحين الثلاثة في 22 نوفمبر 2021. فاز مشجعو الدنمارك وفنلندا بالجائزة بأكثر من 100،000 صوت مسجل.
| مرتبة | المشجعين)               | مباراة            | مسابقة                           | تاريخ         | الأصوات |
| ----- | ----------------------- | ----------------- | -------------------------------- | ------------- | ------- |
| 1     | مشجعو الدنمارك وفنلندا  | الدنمارك - فنلندا | بطولة أمم أوروبا لكرة القدم 2020 | 12 يونيو 2021 | 107.565 |
| 2     | ايموجين بابوورث هايدل   | غير متاح          | غير متاح                         | مختلف         | 77887   |
| 3     | مشجعو كرة القدم الألمان | غير متاح          | غير متاح                         | مختلف         | 70229   |

### جائزة اللعب النظيف
| الفائز                                            | فريق     | سبب                                                                                                 |
| ------------------------------------------------- | -------- | --------------------------------------------------------------------------------------------------- |
| منتخب الدنمارك / الفريق الطبي الدنماركي والعاملين | الدنمارك | أعطى كريستيان إريكسن الإنعاش القلبي الرئوي وحمايته من الكاميرات ومواساة أسرته خلال مباراة يورو 2020 |

### جائزة أفضل فيفا الخاصة
ومنحت جائزة إضافية لكل من البرتغالي كريستيانو رونالدو والكندية كريستين سينكلير ، للاعتراف بهما كأفضل هدافي دولي في كرة القدم للرجال والسيدات على التوالي.
| الفائز            | فريق     | سبب                                                                 |
| ----------------- | -------- | ------------------------------------------------------------------- |
| كريستيانو رونالدو | البرتغال | حطم الرقم القياسي لمعظم الأهداف الدولية التي سجلها لاعب كرة قدم     |
| كريستين سنكلير    | كندا     | حطم الرقم القياسي لمعظم الأهداف الدولية التي سجلتها لاعبة كرة القدم |

### فيفبرو
تم الإعلان عن القائمة المختصرة لـ 23 لاعباً للرجال في 14 ديسمبر 2021.
اللاعبون الذين تم اختيارهم هم جيانلويجي دوناروما كحارس مرمى وديفيد ألابا وليوناردو بونوتشي وروبن دياس كمدافعين وكيفين دي بروين وجورجينيو ونجولو كانتي في مركز خط الوسط وإيرلينج هالاند وروبرت ليفاندوفسكي وليونيل ميسي وكريستيانو رونالدو كمهاجمين.
| لاعب               | الفريق                       |
| حارس مرمى          | حارس مرمى                    |
| ------------------ | ---------------------------- |
| جيانلويجي دوناروما | - ميلان - باريس سان جيرمان   |
| المدافعون          |                              |
| ديفيد ألابا        | - بايرن ميونخ - ريال مدريد   |
| ليوناردو بونوتشي   | يوفنتوس                      |
| روبن دياس          | مانشستر سيتي                 |
| لاعبي الوسط        |                              |
| كيفين دي بروين     | مانشستر سيتي                 |
| جورجينيو           | تشيلسي                       |
| نغولو كانتي        | تشيلسي                       |
| المهاجمون          |                              |
| إرلينج هالاند      | بوروسيا دورتموند             |
| روبرت ليفاندوفسكي  | بايرن ميونيخ                 |
| ليونيل ميسي        | - برشلونة - باريس سان جيرمان |
| كريستيانو رونالدو  | - يوفنتوس - مانشستر يونايتد  |

المرشحون الآخرون
| لاعب                 | الفريق                |             |
| حراس المرمى          | حراس المرمى           | حراس المرمى |
| -------------------- | --------------------- | ----------- |
| أليسون               | ليفربول               |             |
| إدوارد ميندي         | تشيلسي                |             |
| المدافعون            |                       |             |
| جوردي ألبا           | برشلونة               |             |
| ترينت الكسندر ارنولد | ليفربول               |             |
| داني ألفيس           | - ساو باولو - برشلونة |             |
| لاعبي الوسط          |                       |             |
| سيرجيو بوسكيتس       | برشلونة               |             |
| برونو فرنانديز       | مانشستر يونايتد       |             |
| فرينكي دي يونغ       | برشلونة               |             |
| المهاجمون            |                       |             |
| كريم بنزيما          | ريال مدريد            |             |
| روميلو لوكاكو        | - إنتر ميلان - تشيلسي |             |
| كيليان مبابي         | باريس سان جيرمان      |             |
| نيمار                | باريس سان جيرمان      |             |

### فيفبرو للسيدات
تم الإعلان عن القائمة القصيرة للسيدات التي تضم 23 لاعبة في 14 ديسمبر 2021.
اللاعبون الذين تم اختيارهم هم كريستيان إندلر كحارس مرمى ، ميلي برايت ، لوسي برونز ، ماجدالينا إريكسون وويندي رينارد كمدافعين ، إستيفانيا بانيني ، باربرا بونانسي وكارلي لويد كلاعب خط وسط ، ومارتا وفيفيان ميديما وأليكس مورجان كمهاجمين.
| لاعب              | الفريق                                             |
| حارس مرمى         | حارس مرمى                                          |
| ----------------- | -------------------------------------------------- |
| كريستيان إندلر    | - باريس سان جيرمان - ليون                          |
| المدافعون         |                                                    |
| ميلي برايت        | تشيلسي                                             |
| لوسي برونز        | مانشستر سيتي                                       |
| ماجدالينا إريكسون | تشيلسي                                             |
| ويندي رينارد      | ليون                                               |
| لاعبي الوسط       |                                                    |
| إستيفانيا بانيني  | - ليفانتي - أتلتيكو مدريد                          |
| باربرا بونانسي    | يوفنتوس                                            |
| كارلي لويد        | نيوجيرسي / نيويورك جوثام إف سي                     |
| المهاجمون         |                                                    |
| مارتا             | أورلاندو برايد                                     |
| فيفيان ميديما     | أرسنال                                             |
| اليكس مورجان      | - توتنهام هوتسبير - أورلاندو برايد - سان دييغو ويف |

المرشحات الأخريات
| لاعب            | الفريق                       |             |
| حراس المرمى     | حراس المرمى                  | حراس المرمى |
| --------------- | ---------------------------- | ----------- |
| لورا بنقرث      | بايرن ميونخ                  |             |
| آن كاترين بيرغر | تشيلسي                       |             |
| المدافعون       |                              |             |
| قاديشا بوكانان  | ليون                         |             |
| إيلي كاربنتر    | ليون                         |             |
| ايرين باريديس   | - باريس سان جيرمان - برشلونة |             |
| لاعبي الوسط     |                              |             |
| ايتانا بونماتي  | برشلونة                      |             |
| دلفين كسكارينو  | ليون                         |             |
| أليكسيا بوتيلاس | برشلونة                      |             |
| المهاجمون       |                              |             |
| بيرنيل هاردر    | تشيلسي                       |             |
| سام كير         | تشيلسي                       |             |
| غابرييل أونجين  | سسكا موسكو                   |             |
| ميغان رابينو    | أو إل رين                    |             |

## وصلات خارجية
- الموقع الرسمي